# Joana Marchão
Joana Filipa Gaspar Silva Marchão (Abrantes, 24 ottobre 1996) è una calciatrice portoghese, difensore del Servette Chênois e della nazionale portoghese.

## Palmarès

### Club
- Campionato portoghese: 3

Atlético Ouriense: 2013-2014
Sporting Lisbona: 2016-2017, 2017-2018
- Coppa del Portogallo femminile: 3

Atlético Ouriense: 2013-2014
Sporting Lisbona: 2016-2017, 2017-2018
- Supercoppa del Portogallo femminile: 1

Sporting Lisbona: 2017
- Campionato svizzero: 1

Servette Chênois: 2023-2024